# Leptictida
Die Leptictida sind eine ausgestorbene Gruppe insektenfressender Säugetiere, die ab der Oberkreide fossil überliefert sind und während des Oligozäns ausstarben.

## Merkmale
Die Tiere erreichten eine Körperlänge von 60 bis 90 Zentimetern. Ihre Schnauze war langgestreckt und endete möglicherweise in einem kurzen Rüssel. Die Bezahnung war primitiv und bestand aus zwei bis drei Schneidezähnen, einem Eckzahn, vier V-förmigen Prämolaren und drei Molaren. 
Das postcraniale Skelett ist vor allem durch Leptictidium aus dem Mittleren Eozän bekannt, dessen gut erhaltene fossile Überreste in der Grube Messel gefunden wurden. Seine Vorderbeine waren sehr viel kürzer als die Hinterbeine, was eine springende Fortbewegung, ähnlich wie bei Kängurus, vermuten lässt. Die Fußwurzelknochen von Leptictidium waren dafür allerdings nicht geeignet. Wahrscheinlich liefen die Leptictida auf den Hinterbeinen, ähnlich wie kleine theropode Dinosaurier, eine Fortbewegungsart, die bei rezenten Säugetieren, mit Ausnahme des Menschen, nicht mehr vorkommt. Ein weiteres einzigartiges Merkmal ist der extrem lange Schwanz, der bei Leptictidium von etwa 40 Wirbeln gestützt wird.

## Systematik
Die Schädel- und Gliedmaßenanatomie der Leptictida ist so ursprünglich, dass eine Verwandtschaft mit einer anderen Gruppe der Höheren Säugetiere nicht festgestellt werden kann.
- Leptictia incertae sedis
  - Gattung Lainodon Gheerbrant & Astibia, 1994
  - Gattung Labes Sigé, in Pol et al., 1992
  - Gattung Gallolestes Lillegraven, 1976
  - Gattung Wania Wang, 1995
  - Gattung Praolestes Matthew et al., 1929
- Familie Gypsonictopidae (van Valen, 1967) Stucky & McKenna, in Benton, ed., 1993
- Familie Kulbeckiidae Nessov, 1993
- Familie Didymoconidae Kretzoi, 1943
- Familie Leptictidae Gill, 1872
- Familie Pseudorhyncocyonidae Sigé, 1974